# Absenktunnel

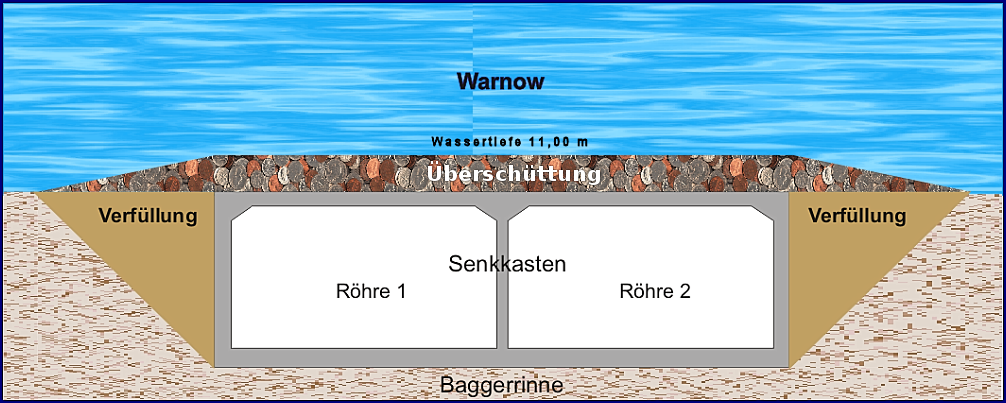
Tunnelquerschnitt

Ein Absenktunnel ist ein am Grund von Gewässern verlaufender Tunnel, bei dem die Tunnelröhre aus einzelnen Röhrenelementen besteht, die wie Senkkästen, an Land gefertigt, an ihrer Zielposition versenkt und dann verbunden werden.

## Zweck
Absenktunnel sind eine Alternative für Brücken. Sie dienen als Verkehrswege für Bahn, Kraftfahrzeuge und Fußgänger. Sie beinhalten je eine oder mehrere Fahrspuren in beide Richtungen, manchmal auch Standstreifen, Service-Spuren oder Rettungs-Spuren. Lange Absenktunnel haben auch Notausstiege.

## Konstruktion

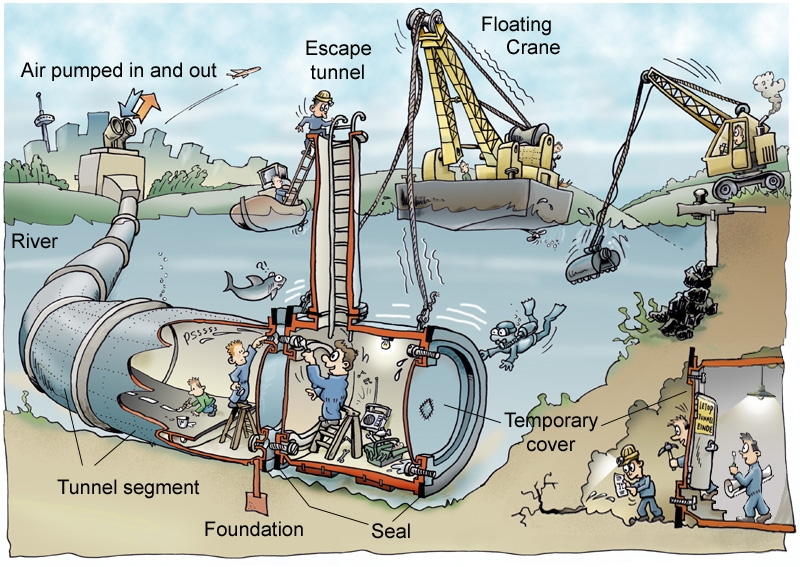
Bau eines Absenktunnels

Zuerst wird ein Graben in den Meeresgrund gebaggert, in den die Tunnelelemente abgesenkt werden. Zum Schluss wird dieser Graben wieder zugeschüttet und die Tunnelelemente mit Steinen und Sand zugeschüttet. Der Meeresboden ist anschließend wieder eben.
Die Tunnelelemente, die über 100 Meter lang sein können, bestehen in der Regel aus Beton und Stahl und werden in einem Trockendock gefertigt. Die offenen Enden werden mit Stahlschotten wasserdicht verschlossen. Das Dock wird geflutet und das Element an seinen Bestimmungsort geschleppt. Hier wird es an ein Spezialschiff gehängt, das wie ein Portalkran funktioniert. Indem im Tunnelelement befindliche Ballasttanks langsam mit Wasser gefüllt werden, wird das Bauteil kontrolliert abgesenkt. Dabei dient der Schwimmkran hauptsächlich zur Sicherung und zum Halten der Position.

## Beispiele für Absenktunnel
| Seit | Name                                                                                            | Absenklänge | gesamt    | Breite              |
| ---- | ----------------------------------------------------------------------------------------------- | ----------- | --------- | ------------------- |
| 1910 | Michigan Central Railway Tunnel                                                                 |             | 2,557 km  |                     |
| 1927 | Spreetunnel Friedrichshagen                                                                     | 0,120 km    |           |                     |
| 1961 | Kanaltunnel Rendsburg                                                                           | 0,140 km    | 0,640 km  |                     |
| 1975 | Neuer Elbtunnel Hamburg (1.–3. Röhre) im Verlauf der Bundesautobahn 7                           | 1,056 km    | 3,325 km  | 41,7 m              |
| 1976 | Vlaketunnel im Verlauf des Rijksweg 58 in der Provinz Zeeland                                   | 0,327 km    | 0,774 km  | 29,8 m              |
| 1988 | Guldborgsundtunnelen zwischen den dänischen Inseln Lolland und Falster                          |             | 0,460 km  |                     |
| 1990 | Mainunterquerung des City-Tunnel Frankfurt                                                      | 0,300 km    |           |                     |
| 1992 | Sydney-Harbour-Tunnel                                                                           | 0,960 km    | 2,860 km  |                     |
| 2000 | Drogdentunnel (als Teil der Öresundverbindung zwischen Schweden und Dänemark)                   | 3,510 km    | 4,050 km  | 38,8 m              |
| 2003 | Warnowtunnel Rostock                                                                            | 0,790 km    |           |                     |
| 2009 | Marmaray-Tunnel (Bosporus)                                                                      | 1,387 km    | 13,600 km |                     |
| 2024 | Tunnel des Shenzhen–Zhongshan Link                                                              | 3,795 km    | 5,035 km  | 46,0 m (bis 55,6 m) |
|      | Fehmarnsundtunnel zwischen Großenbrode und Fehmarn                                              |             | 1,700 km  |                     |
|      | Fehmarnbelttunnel zwischen Fehmarn (Deutschland) und Lolland (Dänemark), Baubeginn 2021         |             | 18,100 km | 42,0 m              |
|      | Wesertunnel Bremen als Teil der A 281 zur Verbindung der A1 und A28 mit der A27, Baubeginn 2019 |             | 1,095 km  |                     |